# Super Punch-Out!! (jeu vidéo, 1984)
Super Punch-Out!! est un jeu vidéo créé par Nintendo, sorti en 1984 sur borne d'arcade. Tout comme le premier jeu, le joueur incarne un boxeur devant affronter une série d'adversaires qui viennent de différents pays, afin de gagner la ceinture de champion du monde.

## Système de jeu
Le gameplay est identique au premier Punch-Out!! sur arcade, on peut donner des coups à la tête ou au bassin de l'adversaire et esquiver. Le principal ajout est de pouvoir se baisser pour éviter les coups venant des deux côtés, et cela est mis à contribution avec les premiers adversaires (Bear Hugger et Dragon Chan), mais aussi le champion du monde Super Macho Man.
| Boxeur           | Origine                   |
| ---------------- | ------------------------- |
| Bear Hugger      | Champion du Canada        |
| Dragon Chan      | Champion de Hong Kong     |
| Vodka Drunkenski | Champion de l'U.R.S.S.    |
| Great Tiger      | Champion de l'Inde        |
| Super Macho Man  | Champion du monde (É.-U.) |

## Anecdote
Le nom du boxeur russe Vodka Drunkenski a été modifié dans les jeux suivants de la série, car jugé problématique avec ses références à l'alcool. À partir de Mike Tyson's Punch-Out!!, il est renommé Soda Popinski.